# Citizen of Glass
Citizen of Glass è il terzo album discografico della musicista, compositrice e cantante danese Agnes Obel pubblicato nel 2016.

## Tracce
1. Stretch Your Eyes – 5:11
2. Familiar – 3:56
3. Red Virgin Soil – 2:43
4. It's Happening Again – 4:20
5. Stone – 3:57
6. Trojan Horses – 5:34
7. Citizen of Glass – 2:49
8. Golden Green – 4:00
9. Grasshopper – 2:38
10. Mary – 5:47

Durata totale: 40:55